# Pompeo Fattor
Pompeo Fattor (* 14. Dezember 1933 in Zoldo Alto; † 5. Mai 2009 in Belluno) war ein italienischer Skilangläufer.
Fattor, der für den G.S. Fiamme Gialle startete, belegte bei den Olympischen Winterspielen 1956 in Cortina d’Ampezzo den 24. Platz über 15 km und zusammen mit Ottavio Compagnoni, Innocenzo Chatrian und Federico Deflorian den fünften Platz in der Staffel sowie bei den Nordischen Skiweltmeisterschaften 1958 in Lahti den 58. Platz über 15 km. Bei den Olympischen Winterspielen 1960 in Squaw Valley kam er auf den 19. Platz über 15 km, auf den 14. Rang über 30 km und zusammen mit Giulio Deflorian, Giuseppe Steiner und Marcello De Dorigo erneut auf den fünften Platz in der Staffel.